# Floorless Coaster

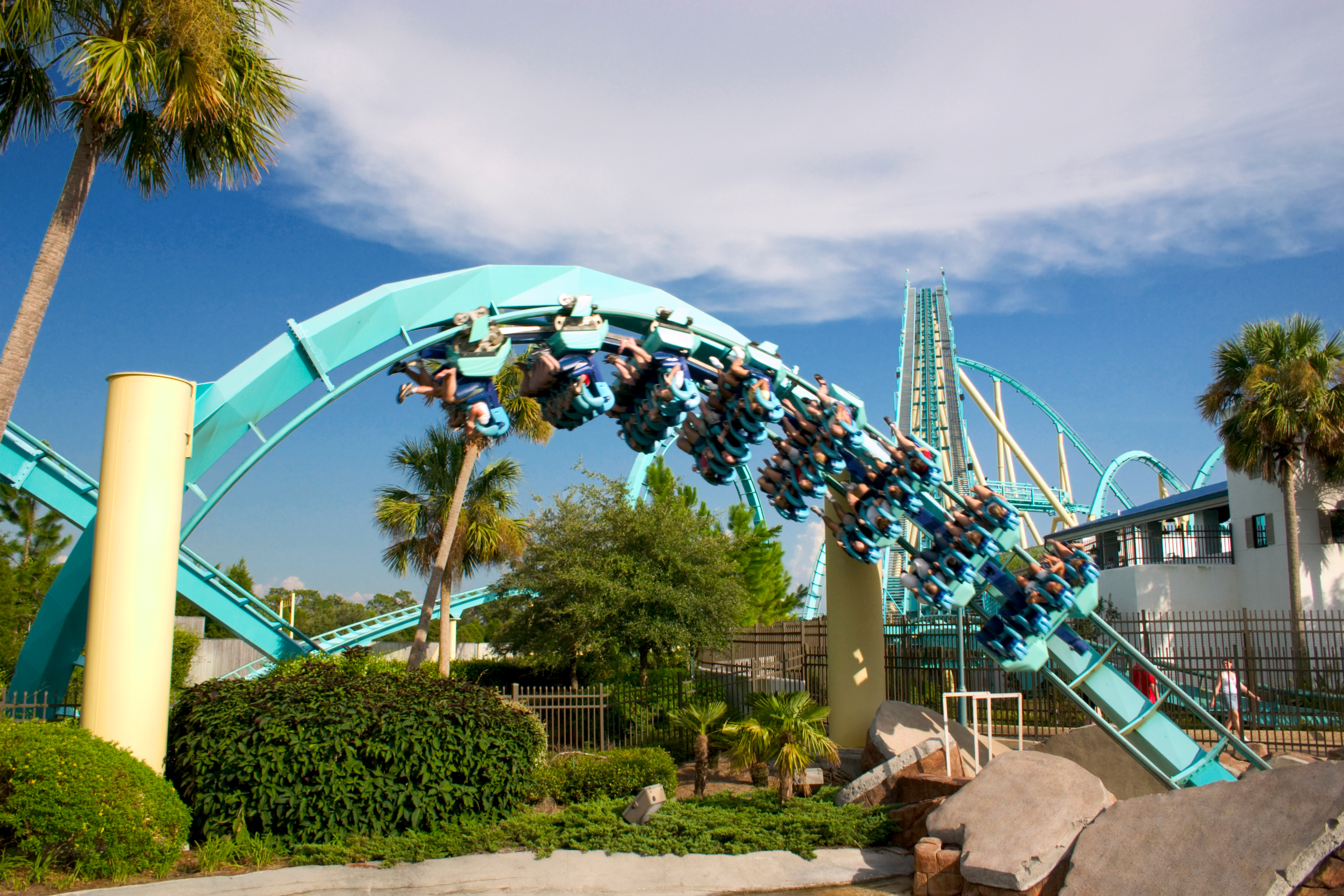
Kraken in SeaWorld

Ein Floorless Coaster (englisch für „Bodenlose Achterbahn“) ist ein Achterbahntyp, bei der die Beine der Fahrgäste während der Fahrt frei hängen, sie also „keinen Boden unter den Füßen“ haben. Die Sitzposition ist damit vergleichbar mit der von Inverted Coastern, die Züge fahren jedoch nicht unter, sondern, wie bei der klassischen Achterbahn, auf der Schiene. Derzeit stellt nur Bolliger & Mabillard Achterbahnen dieses Typs her.
Um das Einsteigen der Passagiere trotz des fehlenden Bodens zu ermöglichen, besitzen Bahnen dieses Typs bewegliche Plattformen, welche für den Fahrgastwechsel ausgefahren werden. Des Weiteren befindet sich vor dem ersten Wagen ein bewegliches Zaunelement, um die fehlende Begrenzung des Wagens auszugleichen.
Beim Hersteller Bolliger & Mabillard muss unterschieden werden, ob es sich um einen Floorless Coaster oder um einen Dive Coaster handelt.
Als erste Bahn vom Modell Floorless Coaster wurde 1999 Bizarro in Six Flags Great Adventure, New Jersey eröffnet.
Weltweit gibt es nur 13 Auslieferungen dieses Achterbahnmodells. Nur zwei davon stehen in Europa, die erste war 2002 Superman in Parque Warner Madrid, die andere ist Dæmonen im Tivoli, Kopenhagen. Eine Bahn steht in Taiwan, eine in Indien und eine in Hong Kong. Alle anderen Ausführungen stehen in den Vereinigten Staaten.
Im Jahr 2007 wurde mit Griffon in Busch Gardens Europe die erste Floorless-Dive Coaster eröffnet. Bereits im darauffolgenden Jahr wurde SheiKra in Busch Gardens Africa, die ursprünglich kein bodenloser Dive Coaster war, umgerüstet und mit neuen bodenlosen Zügen ausgestattet. 2011 wurde die erste Achterbahn dieses Typs in Deutschland mit dem Namen Krake eröffnet.
Bodenlose Achterbahnen besitzen meist viele Inversionen.

## Liste von Floorless Coastern
| Achterbahn                       | Betreiber                                      | Land                | Modell            | Eröffnungsjahr                 | Schließungsjahr |
| -------------------------------- | ---------------------------------------------- | ------------------- | ----------------- | ------------------------------ | --------------- |
| Baron 1898                       | Efteling                                       | Niederlande         | Dive Coaster      | 2015                           |                 |
| Batman – The Dark Knight         | Six Flags New England                          | Vereinigte Staaten  | Floorless Coaster | 2002                           |                 |
| Bizarro                          | Six Flags Great Adventure                      | Vereinigte Staaten  | Floorless Coaster | 1999                           |                 |
| Dæmonen                          | Tivoli Gardens                                 | Dänemark            | Floorless Coaster | 2004                           |                 |
| Dive Coaster                     | Chimelong Paradise                             | Volksrepublik China | Dive Coaster      | 2008                           |                 |
| Diving Coaster                   | Happy Valley (Shanghai)                        | Volksrepublik China | Dive Coaster      | 2009                           |                 |
| Dominator                        | Kings Dominion Geauga Lake & Wildwater Kingdom | Vereinigte Staaten  | Floorless Coaster | 2008 2000                      | 2007            |
| Emperor                          | SeaWorld San Diego                             | Vereinigte Staaten  | Dive Coaster      | 2021                           |                 |
| Firebird                         | Six Flags America                              | Vereinigte Staaten  | Floorless Coaster | 2012 bis 2018 Stand-Up Coaster |                 |
| Flying Apsaras in Western Region | Happy Valley (Chengdu)                         | Volksrepublik China | Dive Coaster      | 2018                           |                 |
| Griffon                          | Busch Gardens Williamsburg                     | Vereinigte Staaten  | Dive Coaster      | 2007                           |                 |
| Hair Raiser                      | Ocean Park                                     | Hongkong            | Floorless Coaster | 2011                           |                 |
| Hydra the Revenge                | Dorney Park & Wildwater Kingdom                | Vereinigte Staaten  | Floorless Coaster | 2005                           |                 |
| Insane Speed                     | Janfusun Fancyworld                            | Taiwan              | Floorless Coaster | 2001                           |                 |
| Krake                            | Heide-Park                                     | Deutschland         | Dive Coaster      | 2011                           |                 |
| Kraken                           | SeaWorld Orlando                               | Vereinigte Staaten  | Floorless Coaster | 2000                           |                 |
| Medusa                           | Six Flags Discovery Kingdom                    | Vereinigte Staaten  | Floorless Coaster | 2000                           |                 |
| Nitro                            | Imagicaa                                       | Indien              | Floorless Coaster | 2013                           |                 |
| Oblivion – The Black Hole        | Gardaland                                      | Italien             | Dive Coaster      | 2015                           |                 |
| Patriot                          | California’s Great America                     | Vereinigte Staaten  | Floorless Coaster | 1991 bis 2016 Stand-Up Coaster |                 |
| Rougarou                         | Cedar Point                                    | Vereinigte Staaten  | Floorless Coaster | 2015                           |                 |
| Scream!                          | Six Flags Magic Mountain                       | Vereinigte Staaten  | Floorless Coaster | 2003                           |                 |
| SheiKra                          | Busch Gardens Tampa                            | Vereinigte Staaten  | Dive Coaster      | 2005                           |                 |
| Superman: Krypton Coaster        | Six Flags Fiesta Texas                         | Vereinigte Staaten  | Floorless Coaster | 2000                           |                 |
| Superman – La atracción de acero | Parque Warner Madrid                           | Spanien             | Floorless Coaster | 2002                           |                 |
| Valkyria                         | Liseberg                                       | Schweden            | Dive Coaster      | 2018                           |                 |
| Valravn                          | Cedar Point                                    | Vereinigte Staaten  | Dive Coaster      | 2016                           |                 |
| Yukon Striker                    | Canada’s Wonderland                            | Kanada              | Dive Coaster      | 2019                           |                 |

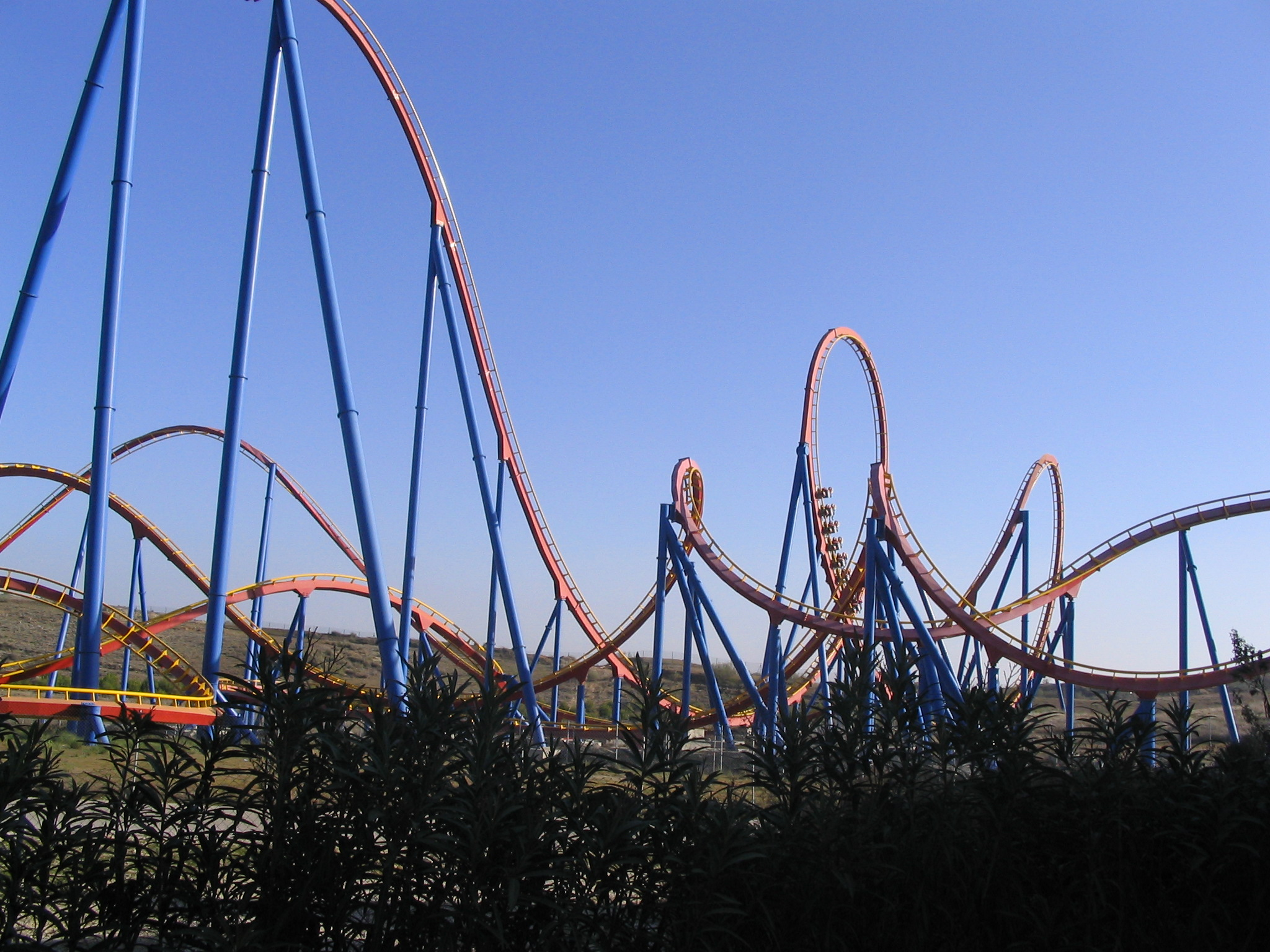
Superman / la Atracción de Acero in Parque Warner Madrid
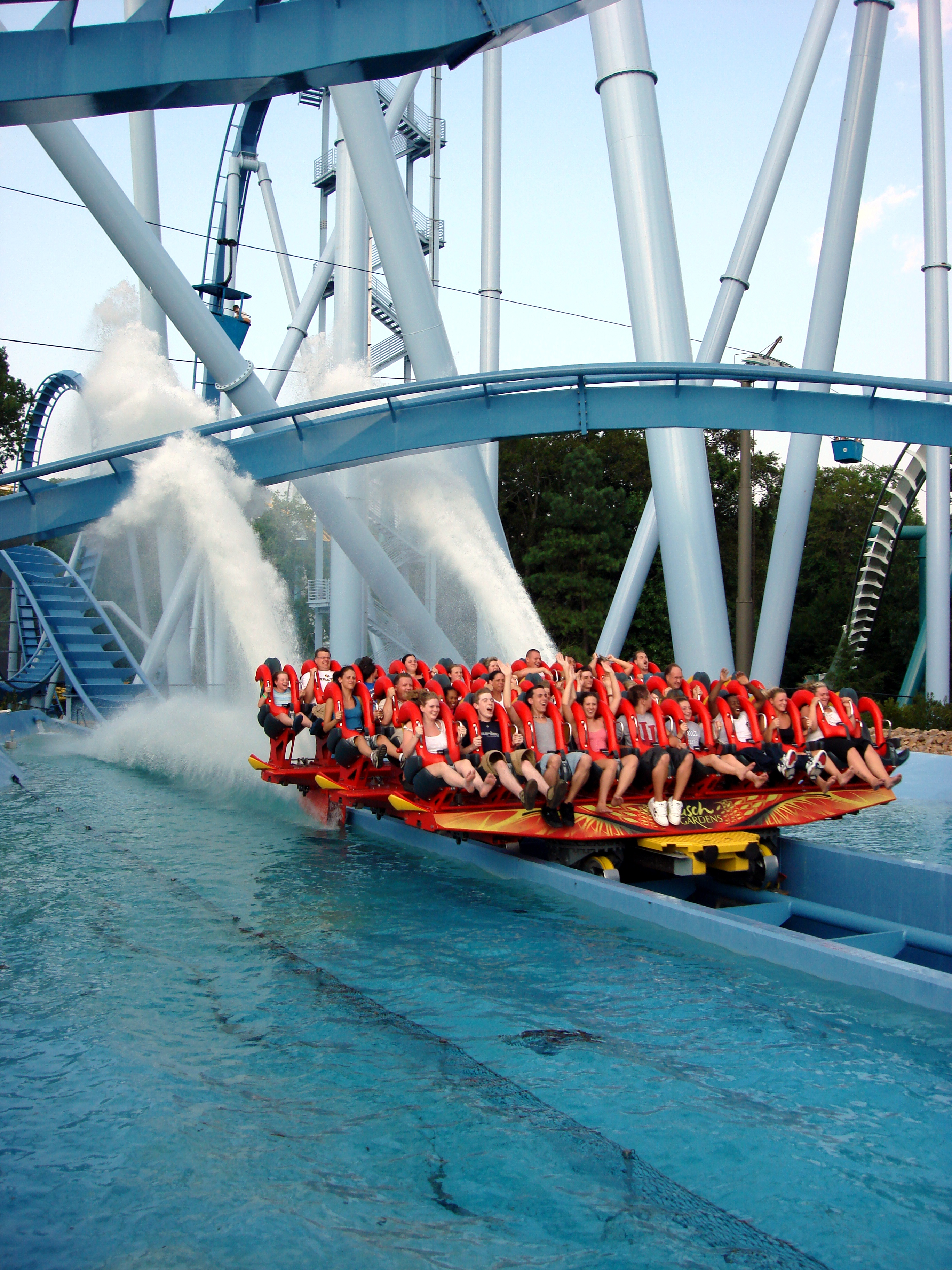
Griffon in der Wasserdurchfahrt
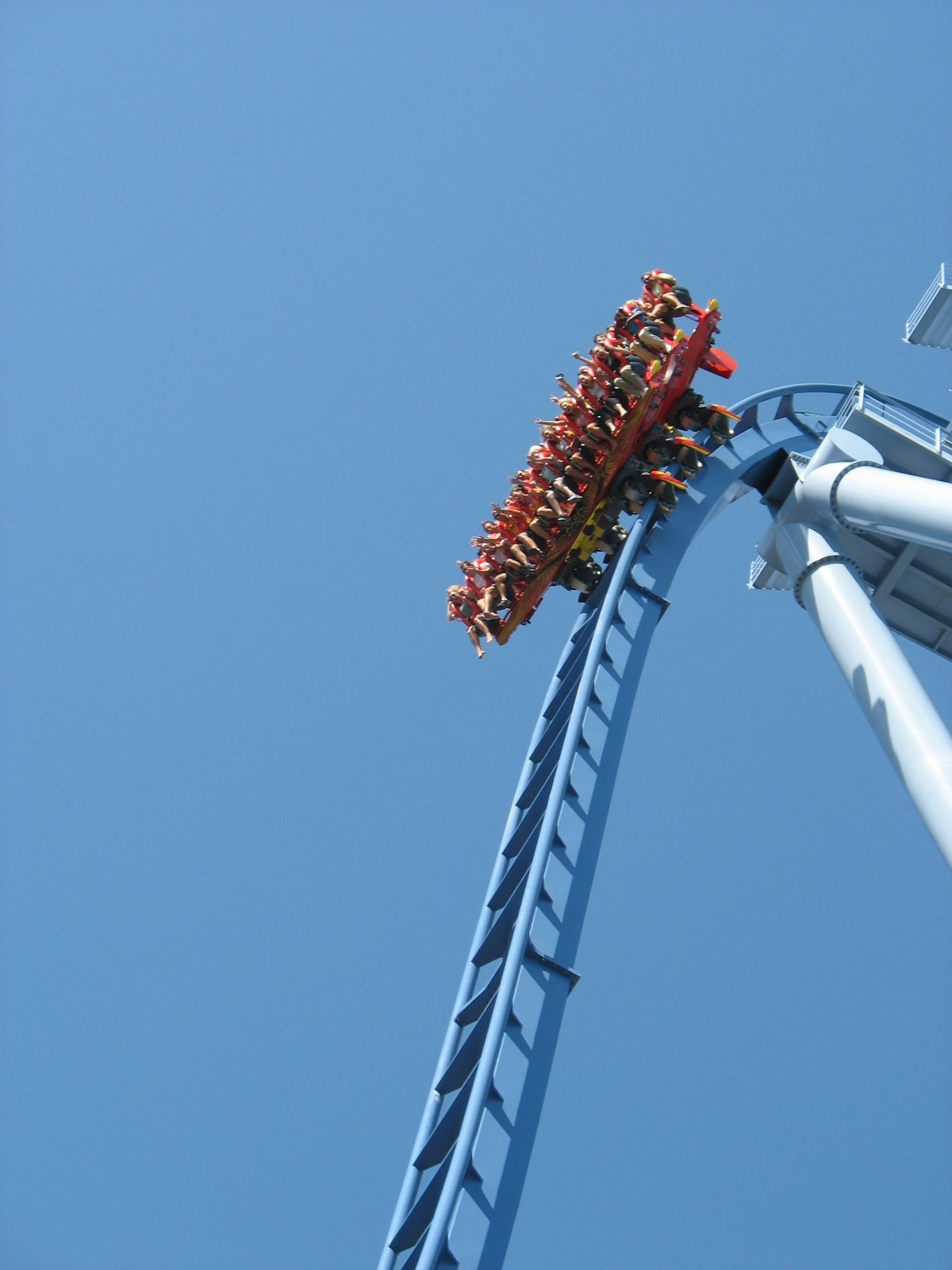
Griffon beim First Drop
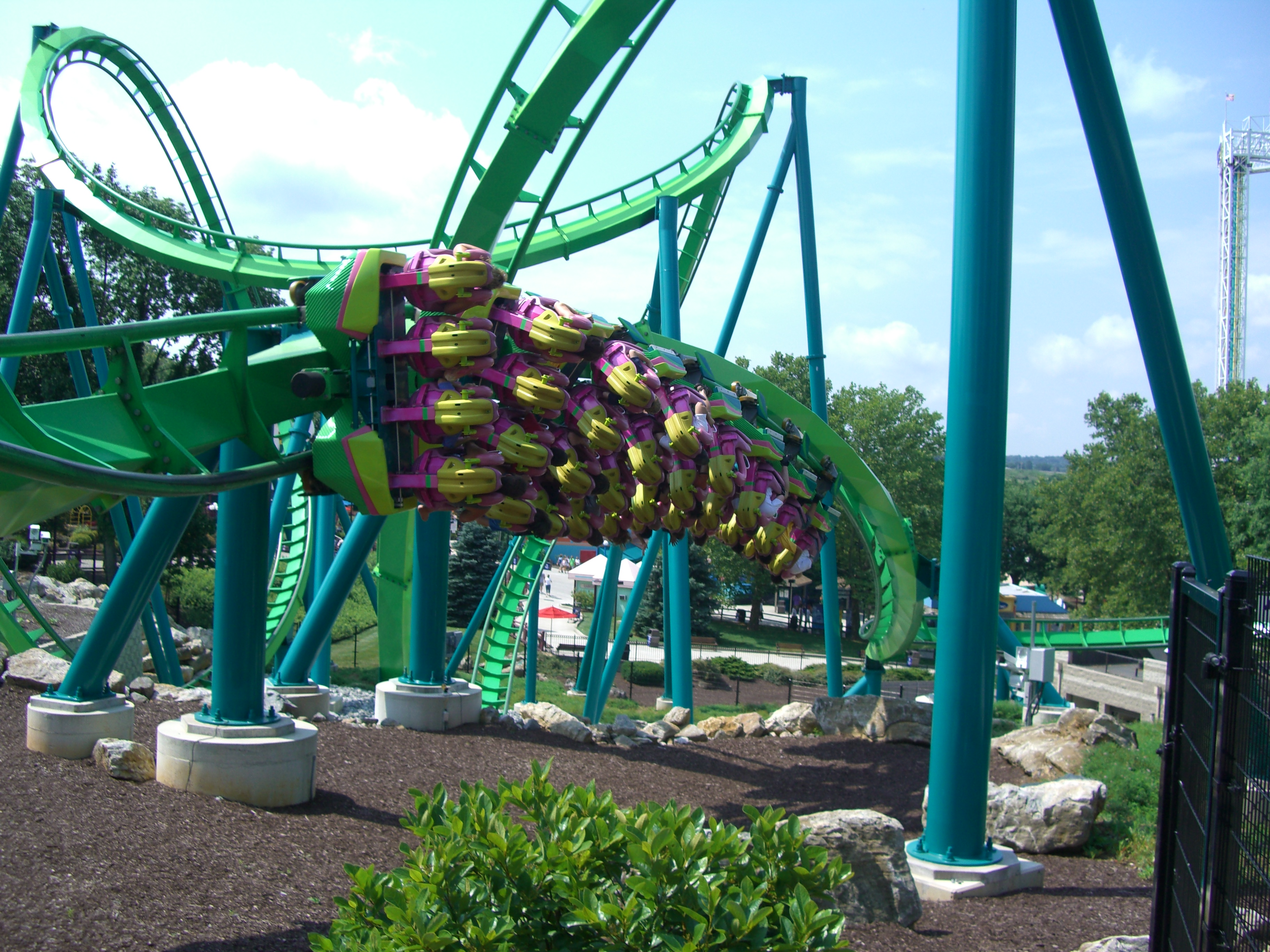
Hydra the Revenge in der Heartline Roll
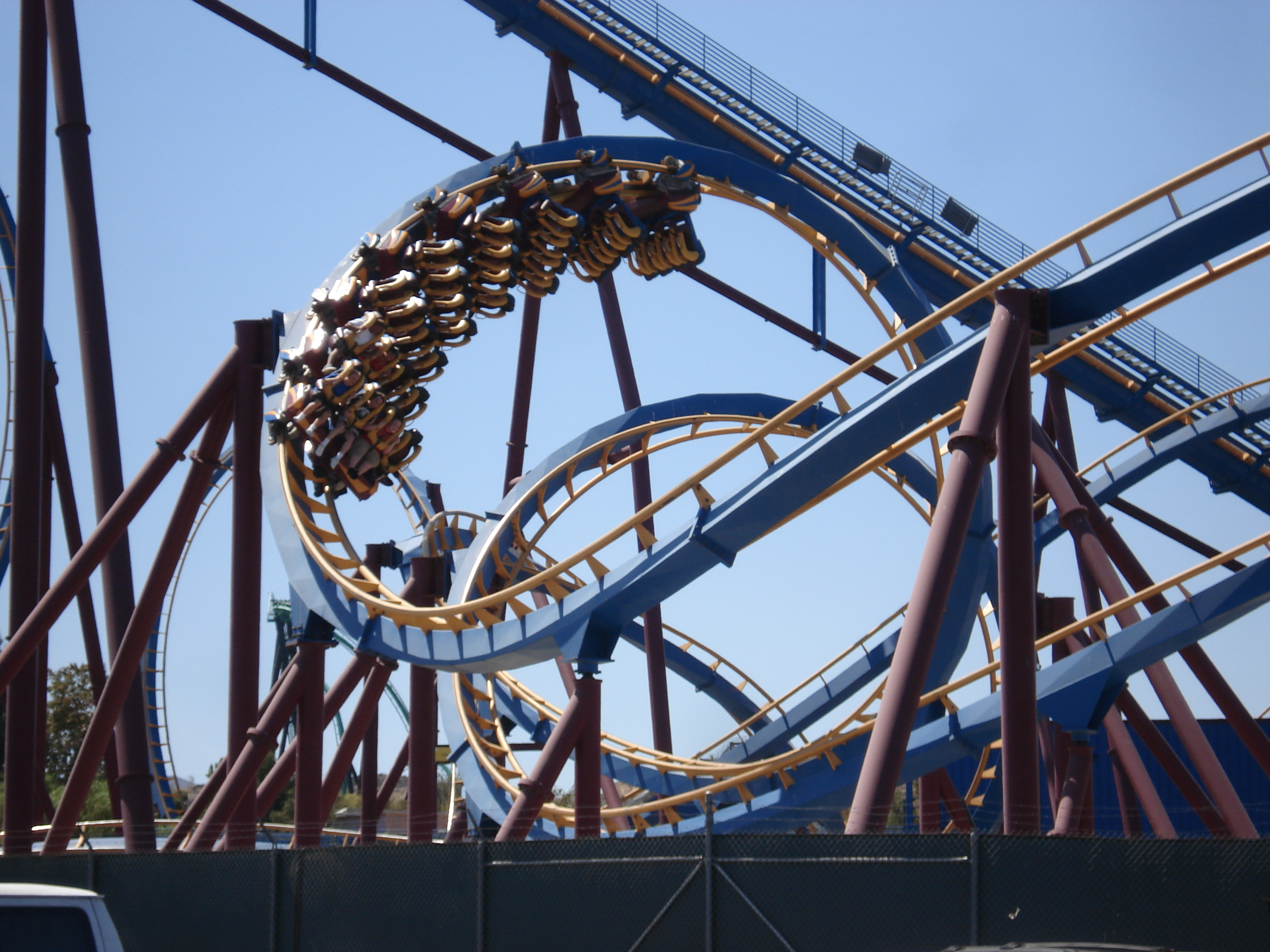
Scream!